# Margherita Rigon
Margherita Rigon (Arzignano, 29 settembre 1982) è una golfista italiana.
Diventa professionista nel 2003, dopo aver giocato quattro anni nella nazionale dilettanti; in questo periodo ha vinto 3 campionati juniores e 1 titolo di doppio.
Fra i pro finora ha come miglior risultato l'11º posto nel Ladies English Open 2004.